# Detlef Kübeck
Detlef Kübeck (República Democrática Alemana, 22 de febrero de 1956) es un atleta alemán retirado especializado en la prueba de 4 x 100 m, en la que ha conseguido ser subcampeón europeo en 1982.

## Carrera deportiva
En el Campeonato Europeo de Atletismo de 1982 ganó la medalla de plata en los relevos 4 x 100 metros, con un tiempo de 38.71 segundos, llegando a meta tras la Unión Soviética (oro) y por delante de Alemania del Oeste.